# Тім Поленті
Тімоті Джеймс «Тім» Поленті (англ. Timothy James «Tim» Pawlenty; нар. 27 листопада 1960, Сент-Пол, Міннесота) — американський політик польсько-німецького походження, член Республіканської партії.
З січня 2003 року по січень 2011 був губернатором Міннесоти.
Перед президентськими виборами у 2008 році розглядався як один з потенційних кандидатів у віце-президенти разом з Джоном Маккейном.
Кандидат на президентських праймеріз Республіканської партії перед виборами у 2012 році, але зняв свою кандидатуру в серпні 2011 року після оприлюднення малого рейтингу в опитуванні Ames Straw Poll.